# Conopsis lineata
Conopsis lineata — вид змій родини полозових (Colubridae). Ендемік Мексики.

## Поширення і екологія
Conopsis lineata мешкають на Мексиканському нагір'ї в центральній і південно-західній Мексиці. Вони живуть в сухих чагарникових заростях і широколистяних тропічних лісах на півночі ареалу та в соснових, сосново-дубових і ялицевих лісах, в сухих чагарникових і опунцієвих заростях на півдні ареалу. Зустрічаються на висоті від 1750 и 3100 м над рівнем моря. Відкладають яйця.

## Збереження
МСОП класифікує стан збереження цього виду як близький до загрозливого. Conopsis biserialis загрожує знищення природного середовища.